# Urlești, Galați
Urlești este un sat în comuna Corni din județul Galați, Moldova, România.